# Емітент цінних паперів
Еміте́нт ці́нних папе́рів — особа (юридична особа, фізична особа, держава, орган місцевого самоврядування), яка від свого імені розміщує цінні папери і зобов'язується виконувати обов'язки, що випливають з умов їх випуску. Скориставшись правом емісії (надається на певних умовах), емітент бере на себе зобов'язання з надання прав, закріплених випущеними цінними паперами, їхнім власникам. У числі цінних паперів, що розміщуються за емісією: дорожні чеки, акції, облігації, кредитні картки.
Емісія включає в себе дві функції: право розміщення цінних паперів та зобов'язання з надання прав, закріплених випущеними цінними паперами. У ряді випадків емітент делегує право розміщення цінних паперів третім особам, але зобов'язання щодо цінних паперів залишає за собою, в цьому випадку третя особа отримує випущені цінні папери як винагороду. Подібні схеми зустрічаються при емісії євроцентів і біткойнів.